# BAFTA (премия, 1996)
49-я церемония вручения наград премии BAFTA

23 апреля 1996 

Лондон, Англия
Лучший фильм: 

Разум и чувства 

Sense and Sensibility
Лучший британский фильм: 

Безумие короля Георга 

The Madness of King George
Лучший неанглоязычный фильм: 

Почтальон 

Il Postino
< 48-я Церемонии вручения 50-я >
49-я церемония вручения наград премии BAFTA, учреждённой Британской академией кино и телевизионных искусств, за заслуги в области кинематографа за 1995 год состоялась в Лондоне 23 апреля 1996 года.

## Полный список победителей и номинантов
| Победители выделены отдельным цветом. |

### Основные категории
| Категории                         | Победитель и номинанты                                                                            |
| --------------------------------- | ------------------------------------------------------------------------------------------------- |
| Лучший фильм                      | • «Разум и чувства» — Энг Ли, Линдсей Доран                                                       |
| Лучший фильм                      | • «Подозрительные лица» — Брайан Сингер, Майкл МакДоннелл                                         |
| Лучший фильм                      | • «Безумие короля Георга» — Стивен Эванс, Дэвид Парфитт, Николас Хайтнер                          |
| Лучший фильм                      | • «Бэйб: Четвероногий малыш» — Джордж Миллер, Дуг Митчелл, Билл Миллер, Крис Нунан                |
| Лучший британский фильм           | • «Безумие короля Георга» — Стивен Эванс, Дэвид Парфитт, Николас Хайтнер                          |
| Лучший британский фильм           | • «На игле» — Дэнни Бойл, Эндрю Макдональд                                                        |
| Лучший британский фильм           | • «Земля и свобода» — Кен Лоуч, Ребекка О’Брайен                                                  |
| Лучший британский фильм           | • «Каррингтон» — Джон МакГрат, Кристофер Хэмптон, Рональд Шедло                                   |
| Лучший неанглоязычный фильм       | • «Почтальон» (режиссёр — Майкл Рэдфорд; Италия)                                                  |
| Лучший неанглоязычный фильм       | • «Отверженные» (режиссёр — Клод Лелуш; Франция)                                                  |
| Лучший неанглоязычный фильм       | • «Королева Марго» (режиссёр — Патрис Шеро; Франция)                                              |
| Лучший неанглоязычный фильм       | • «Утомлённые солнцем» (режиссёр — Никита Михалков; Россия, Франция)                              |
| Лучшая режиссёрская работа        | • Майкл Рэдфорд — «Почтальон»                                                                     |
| Лучшая режиссёрская работа        | • Энг Ли — «Разум и чувства»                                                                      |
| Лучшая режиссёрская работа        | • Мел Гибсон — «Храброе сердце»                                                                   |
| Лучшая режиссёрская работа        | • Николас Хайтнер — «Безумие короля Георга»                                                       |
| Лучшая мужская роль               | • Найджел Хоторн — «Безумие короля Георга»                                                        |
| Лучшая мужская роль               | • Джонатан Прайс — «Каррингтон»                                                                   |
| Лучшая мужская роль               | • Массимо Троизи — «Почтальон»                                                                    |
| Лучшая мужская роль               | • Николас Кейдж — «Покидая Лас-Вегас»                                                             |
| Лучшая женская роль               | • Эмма Томпсон — «Разум и чувства»                                                                |
| Лучшая женская роль               | • Элизабет Шу — «Покидая Лас-Вегас»                                                               |
| Лучшая женская роль               | • Николь Кидман — «За что стоит умереть»                                                          |
| Лучшая женская роль               | • Хелен Миррен — «Безумие короля Георга»                                                          |
| Лучшая мужская роль второго плана | • Тим Рот — «Роб Рой»                                                                             |
| Лучшая мужская роль второго плана | • Мартин Ландау — «Эд Вуд»                                                                        |
| Лучшая мужская роль второго плана | • Алан Рикман — «Разум и чувства»                                                                 |
| Лучшая мужская роль второго плана | • Иэн Холм — «Безумие короля Георга»                                                              |
| Лучшая женская роль второго плана | • Кейт Уинслет — «Разум и чувства»                                                                |
| Лучшая женская роль второго плана | • Джоан Аллен — «Никсон»                                                                          |
| Лучшая женская роль второго плана | • Элизабет Сприггс — «Разум и чувства»                                                            |
| Лучшая женская роль второго плана | • Мира Сорвино — «Великая Афродита»                                                               |
| Лучший адаптированный сценарий    | • «На игле» — Джон Ходж                                                                           |
| Лучший адаптированный сценарий    | • «Покидая Лас-Вегас» — Майк Фиггис                                                               |
| Лучший адаптированный сценарий    | • «Разум и чувства» — Эмма Томпсон                                                                |
| Лучший адаптированный сценарий    | • «Безумие короля Георга» — Алан Беннетт                                                          |
| Лучший адаптированный сценарий    | • «Бэйб: Четвероногий малыш» — Джордж Миллер, Крис Нунан                                          |
| Лучший адаптированный сценарий    | • «Почтальон» — Анна Павиньяно, Майкл Рэдфорд, Фурио Скарпелли, Джакомо Скарпелли, Массимо Троизи |
| Лучший оригинальный сценарий      | • «Подозрительные лица» — Кристофер Маккуорри                                                     |
| Лучший оригинальный сценарий      | • «Семь» — Эндрю Кевин Уокер                                                                      |
| Лучший оригинальный сценарий      | • «Свадьба Мюриэл» — П. Дж. Хоган                                                                 |
| Лучший оригинальный сценарий      | • «Пули над Бродвеем» — Вуди Аллен, Дуглас Макграт                                                |

### Другие категории
| Категории                                                          | Победитель и номинанты                                                                                |
| ------------------------------------------------------------------ | --- |
| Лучшая музыка к фильму                                             | • «Почтальон» — Луис Энрикес Бакалов                                                                  |
| Лучшая музыка к фильму                                             | • «Разум и чувства» — Патрик Дойл                                                                     |
| Лучшая музыка к фильму                                             | • «Храброе сердце» — Джеймс Хорнер                                                                    |
| Лучшая музыка к фильму                                             | • «Безумие короля Георга» — Джордж Фентон                                                             |
| Лучшая операторская работа                                         | • «Храброе сердце» — Джон Толл                                                                        |
| Лучшая операторская работа                                         | • «Аполлон-13» — Дин Канди                                                                            |
| Лучшая операторская работа                                         | • «Разум и чувства» — Майкл Коултер                                                                   |
| Лучшая операторская работа                                         | • «Безумие короля Георга» — Эндрю Данн                                                                |
| Лучшие визуальные эффекты                                          | • «Аполлон-13» — Роберт Легато, Майкл Кэнфер, Мэтт Суини, Лэсли Эккер                                 |
| Лучшие визуальные эффекты                                          | • «Золотой глаз» — Крис Корбоулд, Брайан Смитис, Дерек Меддингс                                       |
| Лучшие визуальные эффекты                                          | • «Водный мир» — Майкл Дж. МакАлистер, Мартин Брезин, Роберт Сперлок, Брэд Куэн                       |
| Лучшие визуальные эффекты                                          | • «Бэйб: Четвероногий малыш» — Джон Кокс, Скотт Э. Андерсон, Нил Скэнлен, Крис Читти, Чарльз Гибсон   |
| Лучший грим                                                        | • «Безумие короля Георга» — Лиза Уэсткотт                                                             |
| Лучший грим                                                        | • «Разум и чувства» — Мораг Росс, Джен Арчибальд                                                      |
| Лучший грим                                                        | • «Эд Вуд» — Ве Нилл, Рик Бэйкер, Иоланда Туссьенг                                                    |
| Лучший грим                                                        | • «Храброе сердце» — Питер Фрэмптон, Пол Пэттисон, Лоис Бёруэлл                                       |
| Лучший дизайн костюмов                                             | • «Храброе сердце» — Чарльз Ноуд                                                                      |
| Лучший дизайн костюмов                                             | • «Королевская милость» — Джеймс Эчесон                                                               |
| Лучший дизайн костюмов                                             | • «Безумие короля Георга» — Марк Томпсон                                                              |
| Лучший дизайн костюмов                                             | • «Разум и чувства» — Дженни Беван, Джон Брайт                                                        |
| Лучшая работа художника-постановщика                               | • «Аполлон-13» — Майкл Коренблит                                                                      |
| Лучшая работа художника-постановщика                               | • «Храброе сердце» — Томас Сандерс                                                                    |
| Лучшая работа художника-постановщика                               | • «Разум и чувства» — Лучана Арриги                                                                   |
| Лучшая работа художника-постановщика                               | • «Безумие короля Георга» — Кен Адам                                                                  |
| Лучший монтаж                                                      | • «Подозрительные лица» — Джон Оттман                                                                 |
| Лучший монтаж                                                      | • «Безумие короля Георга» — Тарик Анвар                                                               |
| Лучший монтаж                                                      | • «Аполлон-13» — Майк Хилл, Дэн Хэнли                                                                 |
| Лучший монтаж                                                      | • «Бэйб: Четвероногий малыш» — Маркус Д’Арси, Джей Фридкин                                            |
| Лучший звук                                                        | • «Храброе сердце» — Скотт Миллан, Брайан Симмонс и другие…                                           |
| Лучший звук                                                        | • «Золотой глаз» — Джим Шилдс, Дэвид Джон и другие…                                                   |
| Лучший звук                                                        | • «Аполлон-13» — Дэвид Макмиллан, Скот Миллан и другие…                                               |
| Лучший звук                                                        | • «Безумие короля Георга» — Кристофер Экланд, Робин О’Донохью и другие…                               |
| Лучший анимационный короткометражный фильм                         | • «Невероятные приключения Уоллеса и Громита: Стрижка «под ноль»» — Ник Парк, Карла Шелли, Майкл Роуз |
| Лучший анимационный короткометражный фильм                         | • The Tickler Talks — Стив Хардинг-Хилл                                                               |
| Лучший анимационный короткометражный фильм                         | • Achilles — Глен Холбертсон, Барри Пёрвс                                                             |
| Лучший анимационный короткометражный фильм                         | • Gogs Ogof — Диниол Моррис, Майкл Морт                                                               |
| Лучший короткометражный фильм                                      | • It’s Not Unusual — Асма Пирсада, Кфир Ефет                                                          |
| Лучший короткометражный фильм                                      | • The Last Post — Нерис Томас, Эдвард Блум                                                            |
| Лучший короткометражный фильм                                      | • Cabbage — Ноэль Пикфорд, Дэвид Стюарт                                                               |
| Лучший короткометражный фильм                                      | • Hello Hello Hello — Хелен Бут, Джеймс Робертс, Дэвид Тьюлис                                         |
| Michael Balcon Award за вклад в развитие британского кинематографа | • Майк Ли — режиссёр, сценарист                                                                       |
| BAFTA Academy Fellowship Award                                     | • Джон Шлезингер — режиссёр                                                                           |
| BAFTA Academy Fellowship Award                                     | • Мэгги Смит — актриса театра, кино и телевидения                                                     |
| BAFTA Academy Fellowship Award                                     | • Жанна Моро — актриса, режиссёр, сценарист                                                           |
| BAFTA Academy Fellowship Award                                     | • Рональд Ним — кинооператор, продюсер, сценарист и режиссёр                                          |